# Bratislava

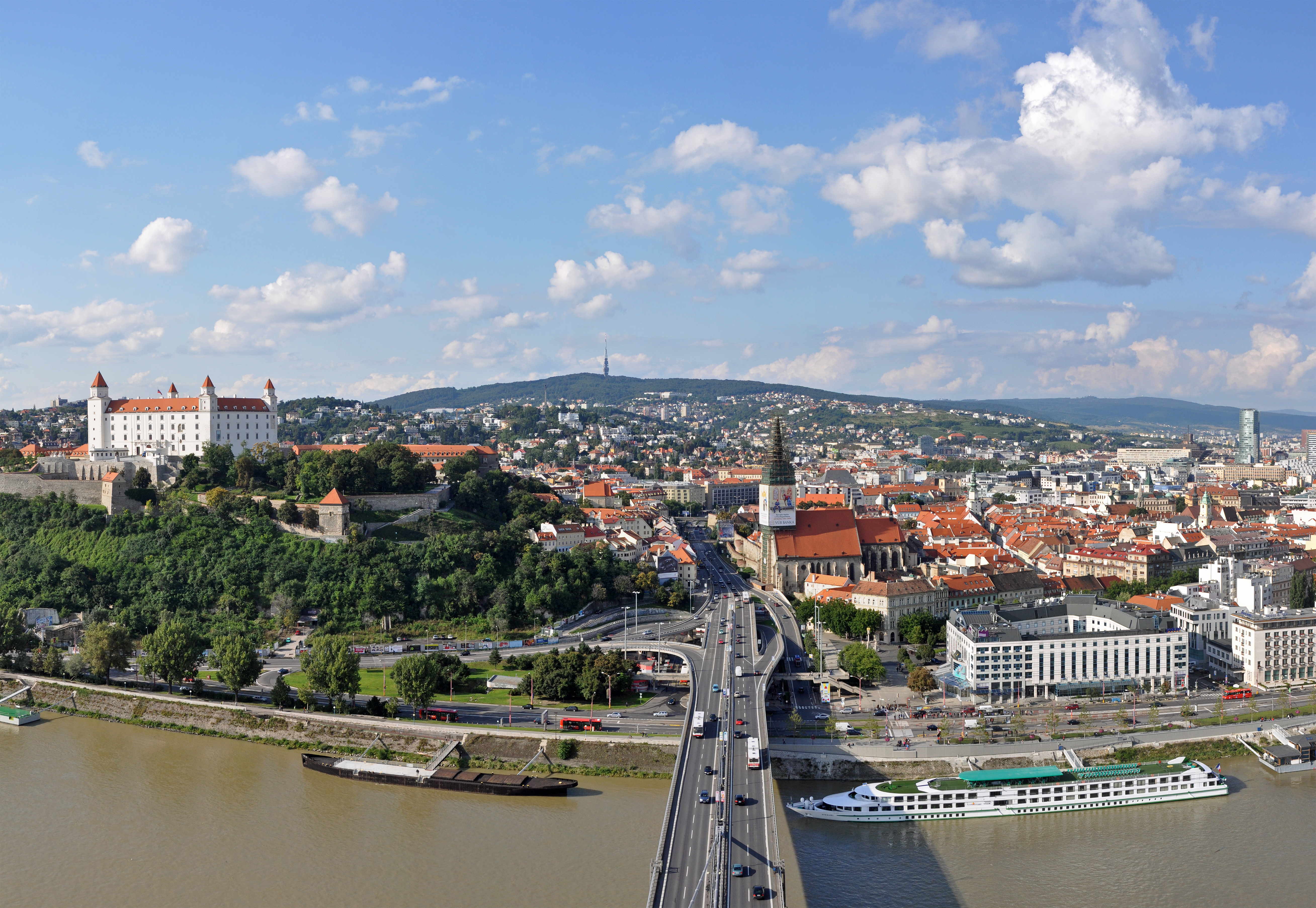
Gamla stan i Bratislava.

Bratislava (lyssna (fil); tyska: Pressburg; ungerska: Pozsony) är huvudstad i Slovakien och har omkring 462 000 invånare (2012). Staden ligger vid Donaus strand, nära gränsen till Österrike. Avståndet till Wien är endast omkring 60 kilometer och utgör därmed den kortaste sträckan mellan två europeiska huvudstäder. Bratislava är Slovakiens politiska, kulturella och ekonomiska centrum.

## Historia
Bratislava uppstod kring ett fäste, omtalat första gången 907 vid en viktig flodövergång över Donau. Bratislava erhöll stadsrättigheter 1200 och var länge Ungerns viktigaste gränsfäste mot väster.
Mellan åren 907 och 1918 var Bratislava en del av Ungern. Det var huvudstaden i landet mellan åren 1536 och 1786 samt säte för den ungerska riksdagen från 1542 till 1848. 26 december 1805 undertecknades här freden mellan Frankrike (Napoleon I) och kejsaren av Österrike (Franz I) som följde på slaget vid Austerlitz (2 december 1805). Staden utvecklade sig efterhand till att bli en förstad till Wien och det upprättades även en järnvägslinje mellan de bägge städerna. År 1919 blev staden en del av Tjeckoslovakien, och den 16 mars samma år blev stadens slovakiska namn också dess officiella namn. På tyskt initiativ upprättades staten Slovakien i mars 1939 i samband med att Böhmen och Mähren annekterades av Tyskland. Mellan 1939 och 1945 var Bratislava huvudstad i den tyska lydstaten Slovakien. Efter Tysklands nederlag i andra världskriget blev staden återigen tjeckoslovakisk. 1989 ledde sammetsrevolutionen till kommunismens fall i Tjeckoslovakien. Efter oenighet om maktfördelningen i det demokratiska Tjeckoslovakien kom landet att fredligt delas upp i Tjeckien och Slovakien år 1993. Bratislava blev huvudstad i den nya Slovakiska republiken. 
1880 var befolkningen i Bratislava 63 % tyskar, 1910 var 41,9 % tyskar 40,5 % ungrare och 1930 var 48 % tjecker och slovaker, 25 % tyskar och 25 % ungrare.
I dag är Bratislava säte för det slovakiska parlamentet, regeringen och landets president. Presidentpalatset är en av stadens populäraste turistattraktioner. Bratislava slott, beläget på ett berg, har utsikt över staden. Bratislava är en modern stad i klassisk stil med många kulturella institutioner. Staden är präglad av en blandning av olika nationaliteter som ungrare, tyskar (främst österrikare) och slovaker.

## Etymologi
Staden fick sitt nuvarande namn 1919 men innan dess var staden mest känd på svenska under sitt tyska namn, Pressburg, eftersom den efter 1526 dominerades mestadels av Habsburgs monarki och staden hade en relevant etnisk tysk befolkning. Det är den termen som de tidigare slovakiska (Prešporok) och tjeckiska (Prešpurk) namnen kommer ifrån. Vid slutet av andra världskriget hade 42 procent av invånarna i Pressburg tyska som modersmål, 40 procent talade ungerska och 15 procent slovakiska. Det tros att stadens ungerska namn, Pozsony, tillskrevs efternamnet Božan som troligen var en prins som ägde slottet före år 950. Även om det latinska namnet också baserades på samma efternamn var det ungerska namnet aldrig officiellt representerat i officiella register under den tid då denna prins skulle ha levt. De tre namnen var däremot alla relaterade till de namnen som hittades på slovakiska, tjeckiska och tyska: Vratislaburgum (år 905), Braslavespurch och Preslavasburc (båda år 907).
Den medeltida bosättningen Brezalauspurc (svenska: Braslavs slott) tillskrivs ibland Bratislava, men den faktiska platsen för Brezalauspurc är under vetenskaplig debatt. Stadens nuvarande namn tillskrivs Pavel Josef Šafaříks misstolkning av Braslav som Bratislav i sin analys av medeltida källor vilket fick honom att uppfinna termen Břetislaw som senare blev Bratislav.
Under revolutionen 1918–1919 föreslogs namnet 'Wilsonov' eller 'Wilsonstadt' (efter president Woodrow Wilson) av amerikanska slovaker, eftersom han stödde nationellt självbestämmande. Namnet Bratislava, som endast hade använts av vissa slovakiska patrioter, blev officiellt i mars 1919 i syfte att ett slaviskt namn skulle kunna stödja kraven på att staden skulle vara en del av Tjeckoslovakien.
I äldre dokument kan viss förvirring orsakas av de latinska formerna Bratislavia, Wratislavia mm., som hänvisar till Wrocław i Polen. Wrocław har en liknande etymologi trots att det finns stavningsskillnader.

## Turism
2006 hade Bratislava 77 kommersiella boendeanläggningar, varav 45 av dem var hotell med en total kapacitet på 9 940 sängar. Totalt 986 201 besökare, varav 754 870 av dessa var utlänningar, gjorde övernattningar. Sammanlagt gjorde besökarna 1 338 497 övernattningar. En stor del av besöken görs dock av dem som besöker Bratislava under enbart ett dygn, och deras exakta antal är okänt. Det största antalet turister kommer från Tjeckien, Tyskland, Storbritannien, Italien, Polen och Österrike.
Dessutom har ökandet av lågprisflyg till Bratislava, ledda av Ryanair, lett till flera svensexor, de flesta från Storbritannien. Även om dessa ökar mycket för stadens turistindustri har kulturella skillnader och vandalism lett till oro från lokala tjänstemän.

## Sevärt
Nära den nya Donaubron hittar man den gamla ungerska kröningskyrkan, Sankt Martins dom, där många österrikiska kejsare kröntes till ungerska kungar. Bron Nový Most som leder till stadsdelen Petržalka är sovjetarkitektoniskt intressant och inhyser ett café i toppen av pylonerna.
En av de mest populära sevärdheterna i Bratislava är Bratislava slott, som är byggt på 900- och 1800-talet. Slottet brann ner den 28 maj 1811, och har återuppbyggts mellan 1957 och 1968.
Vid Franciskanerkyrkan ligger Johanneskapellet i gotik med dubbelkrypta. Domkyrkan som 1563–1830 fungerade som ungersk kröningskyrka är en gotisk hallbyggnad med flera intressanta inventarier, bland annat flera skulpturer från början av 1700-talet av Rafael Donner. Utanför koret står en ryttarstaty i bly av Sankt Martin. Det gamla rådhuset från 1200-talet fungerar som museum.
Andra populära sevärdheter är det slovakiska parlamentet och stadens äldsta casinobyggnad Casino Cafe Reduta.

## Vägar och järnvägar
Från Bratislava utgår ett antal motorvägar som når ut till delar av landet, liksom även till grannländerna. Det går direkta motorvägar till Prag, Wien och Budapest. Järnvägsstationen i Bratislava har förhållandevis tät trafik som når ut till stora delar av landet. Järnvägsnätet når ut till i princip hela landet. Det går även tät trafik till Prag, Wien och Budapest. Framförallt ligger Wien mycket nära Bratislava och städerna har tät trafik med varandra.

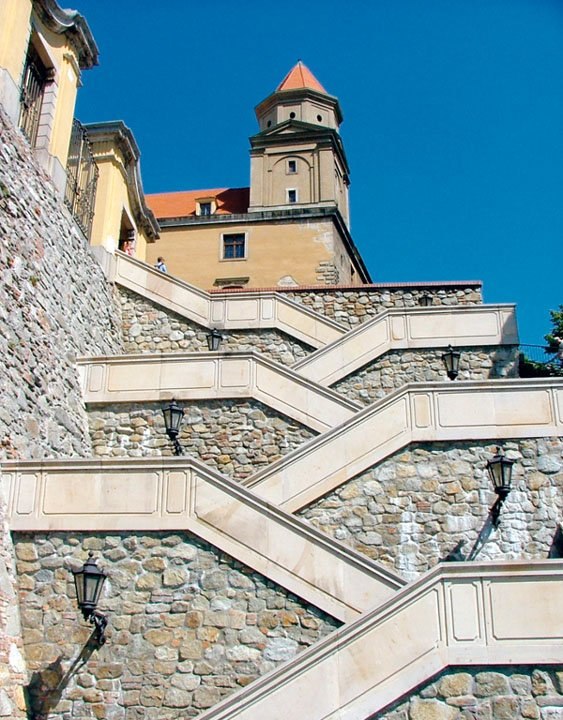
Trappor vid slottet.
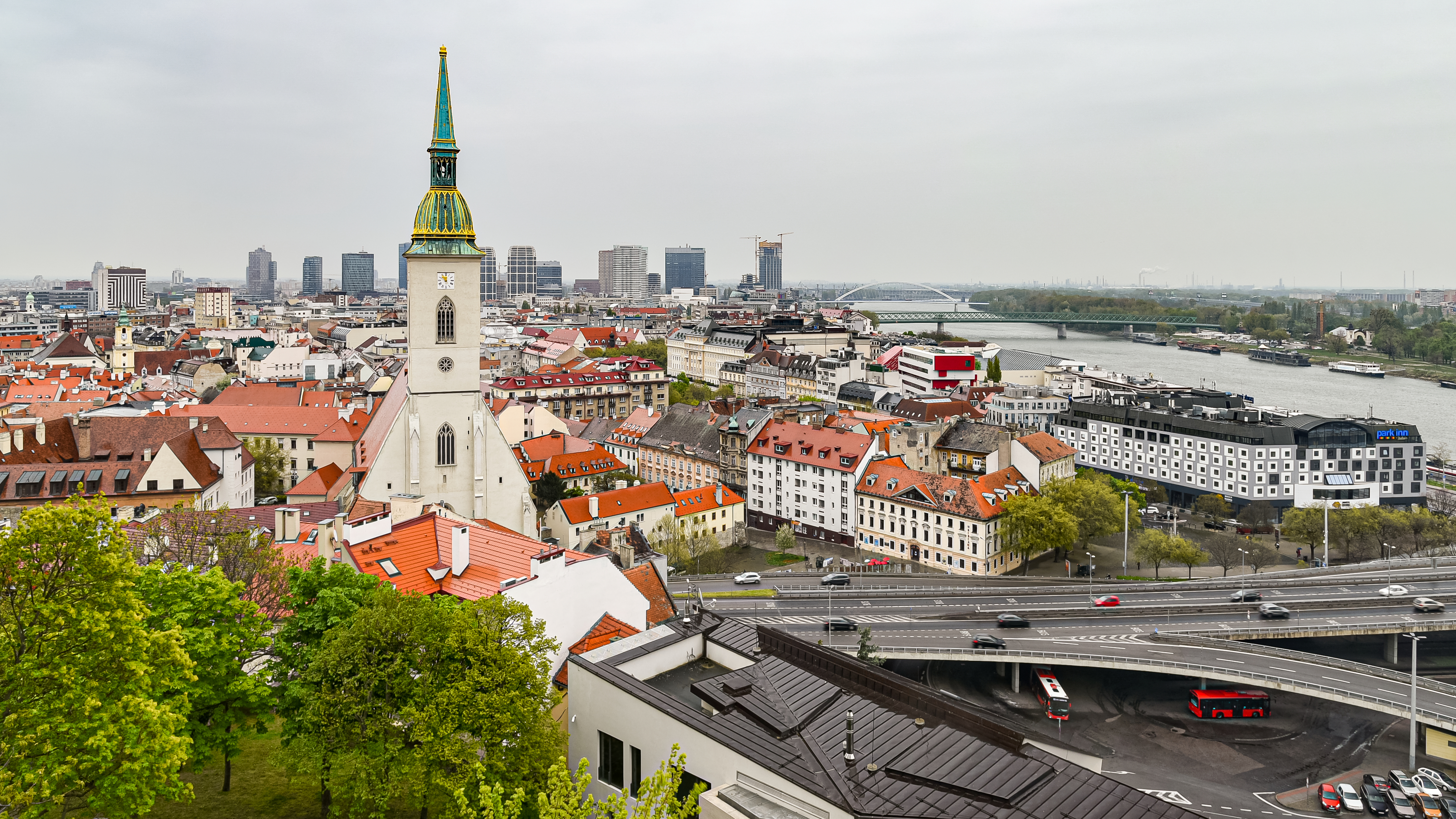
Gamla stan med St Martins katedral.
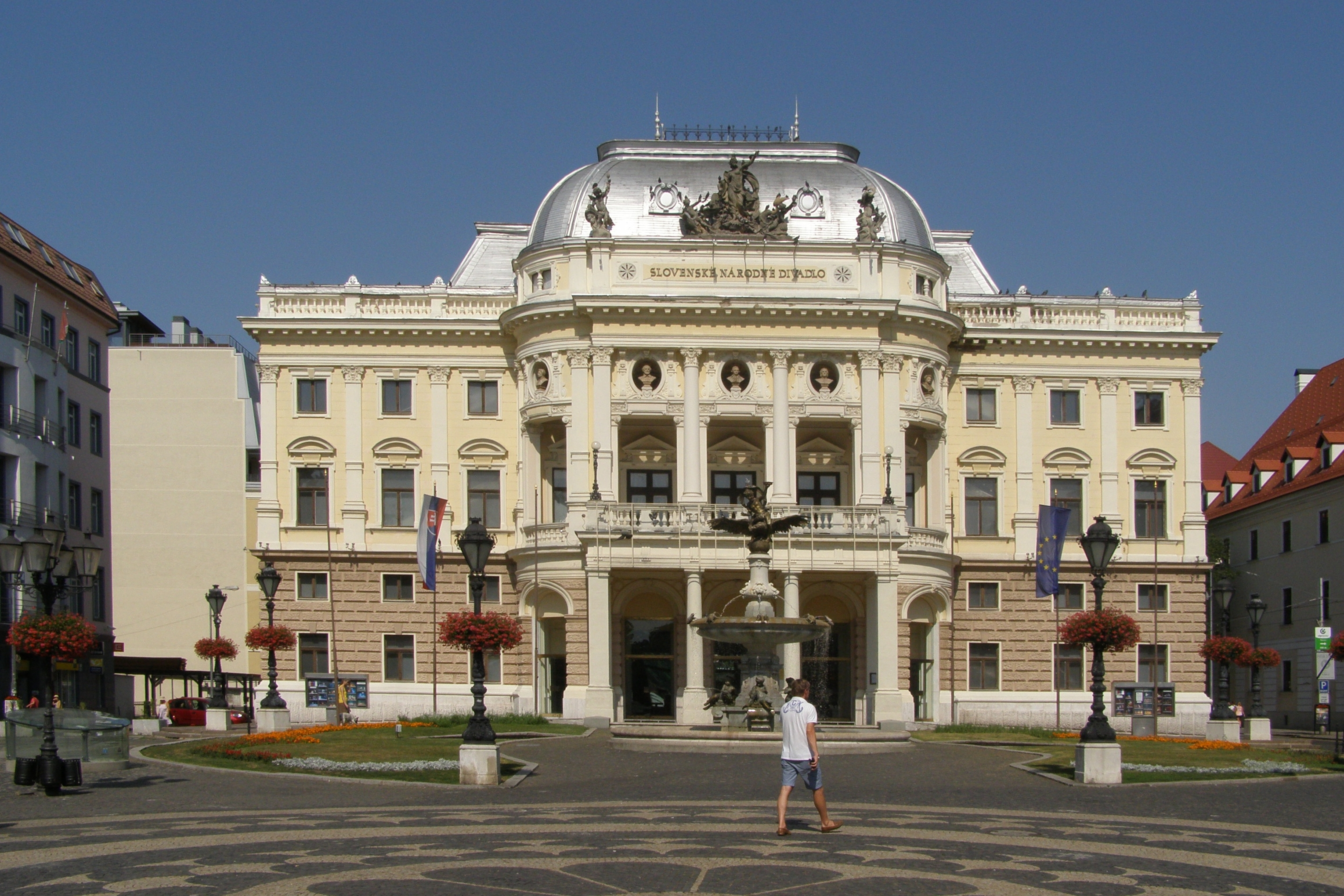
Den slovakiska nationalteatern

## Sport
Ishockeylaget HC Slovan Bratislava är bland de bästa i Europa och 2004 vann man Europeiska klubbmästerskapet i ishockey.
2002 vann det slovakiska landslaget VM-guld i Scandinavium i Göteborg, Sverige.
Världsmästerskapet i ishockey för herrar 2019 spelades i Bratislava.

## Vänorter
| - Cleveland, USA - Kiev, Ukraina - Kraków, Polen - Ljubljana, Slovenien - Perugia, Italien | - Prag, Tjeckien - Rotterdam, Nederländerna - Åbo, Finland - Ulm, Tyskland - Wien, Österrike |